# Садиков, Шухрат Мухамаджанович
Шухрат Мухамаджанович Садиков (узб. Shuhrat Muxamadjanovich Sadikov; род. 1969, Ташкентская область, Узбекская ССР, СССР) — узбекский государственный деятель, руководитель секретариата премьер-министра Республики Узбекистан с 2023 года, заместитель руководителя секретариата премьер-министра Узбекистана в 2023—2024 годах, министр по развитию информационных технологий и коммуникаций в 2018—2021 годах.

## Биография
Родился в 1969 году в Ташкентской области.

### Образование
В 1992 году окончил Джизакский государственный педагогический институт. В 2004 году окончил Ташкентский университет информационных технологий, а в 2006 году — магистратуру, получив степень магистра. В 2008 году окончил Академию государственного и общественного строительства при президенте Республики Узбекистан, получив степень магистра экономики.

### Трудовая деятельность
В 1992 году начал трудовую деятельность с должности инженера-экономиста Джизакского радиотелефонного узла связи. С 1993 по 1997 год работал на должности технического директора по сервису и обслуживанию компьютерной техники малого предприятия «Нур». С 1997 по 2002 год — инспектор, инженер 1-й категории, 2 категории, ведущий инженер Государственной инспекции связи, и. о. начальника Государственной инспекции связи города Ташкента.
С 2004 по 2006 год работал главным специалистом информационно-аналитического департамента по вопросам информационных систем и телекоммуникаций Кабинета Министров Республики Узбекистан. С октября 2006 года работал заместителем, а с 6 ноября 2008 года — генеральным директором АК «Узбектелеком».
25 марта 2010 года назначен руководителем Информационно-аналитического департамента по вопросам информационных систем и телекоммуникаций Кабинета Министров Республики Узбекистан. С 1 августа 2017 года занимает должность директора Национального агентства проектного управления при Президенте Республики Узбекистан. С 8 августа 2018 года — министр по развитию информационных технологий и коммуникаций Республики Узбекистан. Сменил на этой должности Азима Ахмедхаджаева.
4 ноября 2021 года указом президента Узбекистана Шавкатом Мирзиёевым освобождён от должности министра по развитию информационных технологий и коммуникаций, после скандала с блокировкой социальных сетей в стране.
С 15 февраля 2023 по 7 февраля 2024 года — заместитель руководителя секретариата премьер-министра Узбекистана.
С 7 февраля 2024 года — глава секретариата премьер-министра.

## Награды
- Орден «Мехнат шухрати» (29 августа 2020)[13]

## Семья
Имеет 4 детей.